# Auto GP 2010
Le championnat Auto GP 2010 se dispute du 24 avril au 3 octobre 2010. Il s'agit de la première édition de ce championnat automobile monoplace, nouveau nom de l'Euroseries 3000.

## Engagés
| Écurie                 | #  | Pilotes              | Courses |
| ---------------------- | -- | -------------------- | ------- |
| DAMS                   | 1  | Duncan Tappy         | Tous    |
| DAMS                   | 2  | Vladimir Arabadzhiev | 1       |
| DAMS                   | 2  | Fabrizio Crestani    | 2       |
| DAMS                   | 2  | Romain Grosjean      | 3-6     |
| DAMS                   | 3  | Edoardo Piscopo      | Tous    |
| Charouz-Gravity Racing | 4  | Tomáš Kostka         | 1       |
| Charouz-Gravity Racing | 4  | Stefano Coletti      | 2       |
| Charouz-Gravity Racing | 4  | Natacha Gachnang     | 3, 5-6  |
| Charouz-Gravity Racing | 4  | Esteban Guerrieri    | 4       |
| Charouz-Gravity Racing | 5  | Walter Grubmüller    | 1–3     |
| Charouz-Gravity Racing | 5  | Alexander Sims       | 5-6     |
| Charouz-Gravity Racing | 6  | Jan Charouz          | Tous    |
| Charouz-Gravity Racing | 7  | Adrien Tambay        | Tous    |
| Super Nova Racing      | 8  | Jonny Reid           | Tous    |
| Super Nova Racing      | 9  | Giorgio Pantano      | 1–3     |
| Super Nova Racing      | 9  | Jake Rosenzweig      | 4       |
| Super Nova Racing      | 9  | Luca Filippi         | 5-6     |
| Trident Racing         | 10 | Julián Leal          | Tous    |
| Trident Racing         | 11 | Adrian Zaugg         | 1       |
| Trident Racing         | 11 | Federico Leo         | 2, 6    |
| Trident Racing         | 11 | Fabrizio Crestani    | 3-4     |
| RP Motorsport          | 12 | Celso Miguez         | 1–4     |
| RP Motorsport          | 12 | Giacomo Ricci        | 5       |
| RP Motorsport          | 12 | Davide Valsecchi     | 6       |
| RP Motorsport          | 14 | Stefano Bizzarri     | Tous    |
| Team Lazarus           | 15 | Fabio Onidi          | Tous    |
| Euronova Racing        | 19 | Luca Filippi         | 1–3     |
| Euronova Racing        | 19 | Giorgio Pantano      | 4       |
| Durango                | 20 | Giuseppe Cipriani    | 6       |
| Durango                | 21 | Carlos Iaconelli     | Tous    |
| Ombra Racing           | 22 | Giorgio Pantano      | 6       |

## Règlement
- L'attribution des points s'effectue selon les barèmes suivants : 10,8,6,5,4,3,2,1 pour la première course et 6,5,4,3,2,1 pour la deuxième course.

## Courses de la saison 2010
| Date                      | Lieu              | Vainqueur            | Nationalité | Équipe                 |
| 24 avril 25 avril         | Brno              | Luca Filippi         | Italie      | Euronova Racing        |
| 24 avril 25 avril         | Brno              | Vladimir Arabadzhiev | Bulgarie    | DAMS                   |
| 22 mai 23 mai             | Imola             | Adrien Tambay        | France      | Charouz-Gravity Racing |
| 22 mai 23 mai             | Imola             | Carlos Iaconelli     | Brésil      | Durango                |
| 26 juin 27 juin           | Spa-Francorchamps | Romain Grosjean      | France      | DAMS                   |
| 26 juin 27 juin           | Spa-Francorchamps | Carlos Iaconelli     | Brésil      | Durango                |
| 10 juillet 11 juillet     | Magny-Cours       | Romain Grosjean      | France      | DAMS                   |
| 10 juillet 11 juillet     | Magny-Cours       | Carlos Iaconelli     | Brésil      | Durango                |
| 25 septembre 26 septembre | Los Arcos         | Julián Leal          | Colombie    | Trident Racing         |
| 25 septembre 26 septembre | Los Arcos         | Romain Grosjean      | France      | DAMS                   |
| 2 octobre 3 octobre       | Monza             | Romain Grosjean      | France      | DAMS                   |
| 2 octobre 3 octobre       | Monza             | Luca Filippi         | Italie      | Euronova Racing        |

## Classement des pilotes
| Classement | Pilote               | Pays               | Équipe                                         | Nombre de points |
| ---------- | -------------------- | ------------------ | ---------------------------------------------- | ---------------- |
| 1er        | Romain Grosjean      | France             | DAMS                                           | 58               |
| 2e         | Edoardo Piscopo      | Italie             | DAMS                                           | 42               |
| 3e         | Duncan Tappy         | Royaume-Uni        | DAMS                                           | 37               |
| 4e         | Jan Charouz          | République tchèque | Charouz-Gravity Racing                         | 36               |
| 5e         | Luca Filippi         | Italie             | Euronova Racing Super Nova Racing              | 34               |
| 6e         | Adrien Tambay        | France             | Charouz-Gravity Racing                         | 29               |
| 7e         | Carlos Iaconelli     | Brésil             | Durango                                        | 24               |
| 8e         | Fabio Onidi          | Italie             | Team Lazarus                                   | 24               |
| 9e         | Julián Leal          | Colombie           | Trident Racing                                 | 21               |
| 10e        | Jonny Reid           | Nouvelle-Zélande   | Super Nova Racing                              | 16               |
| 11e        | Vladimir Arabadzhiev | Bulgarie           | DAMS                                           | 8                |
| 12e        | Giacomo Ricci        | Italie             | RP Motorsport                                  | 8                |
| 13e        | Giorgio Pantano      | Italie             | Super Nova Racing Euronova Racing Ombra Racing | 8                |
| 14e        | Celso Míguez         | Espagne            | RP Motorsport                                  | 6                |
| 15e        | Adrian Zaugg         | Afrique du Sud     | Trident Racing                                 | 6                |
| 16e        | Federico Leo         | Italie             | Trident Racing                                 | 6                |
| 17e        | Jake Rosenzweig      | États-Unis         | Super Nova Racing                              | 5                |
| 18e        | Esteban Guerrieri    | Argentine          | Charouz-Gravity Racing                         | 5                |
| 19e        | Walter Grubmüller    | Autriche           | Charouz-Gravity Racing                         | 2                |
| 20e        | Stefano Coletti      | Monaco             | Charouz-Gravity Racing                         | 2                |
| 21e        | Natacha Gachnang     | Suisse             | Charouz-Gravity Racing                         | 1                |